# Juan Domingo Contreras
Juan Domingo Contreras (Santiago del Estero, Santiago del Estero, 16 de diciembre de 1973) es un exfutbolista argentino que jugaba como defensor.

## Trayectoria

### Central Córdoba
Contreras debutó en Central Córdoba en 1991. En 1998 se coronó campeón del Argentino B y logró el ascenso al Argentino A. Tuvo otras etapas en el club, en 2003 y en la temporada 2005/06.

### Huracán
En 1998 pasó a Huracán. Jugó en el globo hasta el año 2000.

### Ñuñorco
En 2001 se mudó a Tucumán y se sumó a Ñuñorco. Jugó en el equipo de Monteros hasta el 2002.

### Ben Hur
Para la temporada 2003/04 pasó a Ben Hur. En el equipo rafaelino jugó hasta el 2004.

### Atlético Tucumán
En el año 2004 se unió a Atlético Tucumán. Con la camiseta del decano disputó la temporada 2004/05.

### La Florida
En el 2006 pasó a La Florida. Jugó en el equipo de Cruz Alta hasta el año 2008.

### Policial
De cara a la temporada 2009/10 viajó a Catamarca y se sumó a Policial. En 2010 se retiró del fútbol.

## Clubes
| Club             | País      |
| ---------------- | --------- |
| Central Córdoba  | Argentina |
| Huracán          | Argentina |
| Ñuñorco          | Argentina |
| Ben Hur          | Argentina |
| Atlético Tucumán | Argentina |
| La Florida       | Argentina |
| Policial         | Argentina |

## Palmarés
| Título      | Equipo          | País      | Año     |
| ----------- | --------------- | --------- | ------- |
| Argentino B | Central Córdoba | Argentina | 1997/98 |